# Lafayette megye (Wisconsin)
Lafayette megye az Amerikai Egyesült Államokban, azon belül Wisconsin államban található. Megyeszékhelye és legnagyobb városa Darlington. Lakosainak száma 16 611 fő (2020. április 1.). Lafayette megye Grant, Iowa, Green, Stephenson és Jo Daviess megyékkel határos.

## Népesség
A megye népességének változása:
| Lakosok száma | 16 792 | 16 934 | 16 860 | 16 766 | 16 829 | 16 611 |
|               | 2010   | 2011   | 2012   | 2013   | 2015   | 2020   |